# Diego Sanchez
Diego 'The Dream' Sanchez (Albuquerque, 31 december 1981) is een Amerikaans MMA-vechter. Hij werd omwille van zijn resultaten in kleinere MMA-organisaties geselecteerd voor deelname aan het eerste seizoen van het aan de UFC gerelateerde televisieprogramma The Ultimate Fighter (TUF). Hierin versloeg hij in de finale Kenny Florian en verdiende hij als eerste een UFC-contract via dit programma. Sanchez heeft binnen de UFC gevechten in vier verschillende gewichtsklassen achter zijn naam staan (veder-, licht-, welter- en middengewicht).

## Carrière
Sanchez vocht in TUF in de middengewichtklasse (tot 84 kilo), maar ging daarna naar de weltergewichtklasse (tot 76 kilo). Hierin versloeg hij onder anderen Brian Gassaway, Nick Diaz, John Alessio, Karo Parisyan en Joe Riggs. Josh Koscheck was de eerste in achttien partijen die hem versloeg. Sanchez had eerder nog van hem gewonnen in de halve finale van TUF. Diego verloor op punten na een gevecht van drie ronden. Meteen hierna werd hij nog een keer op punten verslagen door Jon Fitch. Sanchez nog tweemaal als weltergewicht en daalde toen af naar de lichtgewichtklasse (tot 70 kilo).

### Lichtgewicht
Bij zijn lichtgewichtdebuut tijdens UFC 95 versloeg Sanchez Joe Stevenson, de winnaar van het tweede seizoen van TUF. Vier maanden later versloeg hij Clay Guida en verdiende hiermee een titelgevecht tegen regerend kampioen B.J. Penn. Penn domineerde het gevecht en in de vijfde en laatste ronde plaatste hij een trap tegen het hoofd van Sanchez die zorgde voor een diepe snee in zijn voorhoofd. De dokter besloot dat Sanchez de ronde niet meer uit mocht vechten en Penn behield zijn titel.

### Terugkomst in weltergewicht
Na zijn nederlaag tegen Penn keerde Sanchez terug naar het weltergewicht. Zijn eerste tegenstander hierin was de jonge Brit John Hathaway. Tekenend voor dit gevecht was het onvermogen van Sanchez om zijn tegenstander naar de grond te krijgen. Hij verloor het gevecht op basis van een unanieme beslissing van de jury. Na zijn tweede verlies op rij keerde hij terug naar zijn oude trainer, Greg Jackson. Zijn volgende tegenstander was de Braziliaan Paulo Thiago, die hij versloeg middels een unanieme jurybeslissing. Zijn volgende gevecht tegen de Deen Martin Kampmann won hij op dezelfde manier.

### Bijnaam
Lange tijd was de bijnaam van Sanchez 'Nightmare' (nachtmerrie), maar deze naam vond hij later niet meer toepasselijk. In 2011, voor zijn gevecht met Kampmann, besloot hij zichzelf 'The Dream' (de droom) te noemen.